# Ҩ
Ҩ (minuskule ҩ) je písmeno cyrilice. Jedná se o variantu písmena О. Vyskytuje se pouze v abcházštině, v jejíž abecedě se vyskytuje v pořadí mezi písmeny О a П.